# 群馬県立桐生西高等学校
群馬県立桐生西高等学校（ぐんまけんりつ きりゅうにしこうとうがっこう）は、群馬県桐生市相生町三丁目にあった県立高等学校。通称は「桐西（きりにし）」。市内では「西高（にしこう）」とも言われていた。
2021年に群馬県立桐生南高等学校と統合して群馬県立桐生清桜高等学校を開校。それに伴い2021年3月31日に閉校した。

## 概要
主に桐生市とその周辺地域から通学する生徒が殆どを占める。
通学手段としてはわたらせ渓谷鐵道運動公園駅があるが、自転車通学が多い。

### 校訓
- 継続は力なり

## 沿革
- 1979年 - 設立、1980年開校の桐生市では最も新しい高校である。
- 2021年4月 - 群馬県立桐生南高等学校 と統合し、群馬県立桐生清桜高等学校となる。新高校は本校の敷地に設置された[1]。

## 学科
- 全日制課程
  - 普通科

## 部活動
女子バレーボール部は強豪。春の高校バレーにおいて1993年に全国ベスト8、1997年にベスト4という実績を残している。

## 学校周辺
- わたらせ渓谷線：運動公園駅
- 上毛線：桐生球場前駅
- 桐生市運動公園
- 渡良瀬団地
- 渡良瀬川
- 相川橋

## 著名な出身者
- 高橋盾 - デザイナー
- 荒川眞一郎 - デザイナー
- 奈雲美徳 - サウンドクリエイター
- 実況者アルカナナイト- YouTuber